# Circondario di Hildesheim
Il circondario di Hildesheim è un circondario (Landkreis) della Bassa Sassonia, in Germania. Comprende 7 città e 33 comuni. Capoluogo e centro maggiore è Hildesheim.

## Geografia antropica
Nel circondario di Hildesheim si trovano i seguenti comuni:
(Tra parentesi i dati della popolazione al 31 dicembre 2021)

### Città
- Alfeld (Leine) (comune indipendente) (18 550)
- Bad Salzdetfurth (13 266)
- Bockenem (9 666)
- Elze (8 973)
- Hildesheim (grande città indipendente) (100 319)
- Sarstedt (19 423)

### Comuni
- Algermissen (7 989)
- Diekholzen (6 325)
- Freden (Leine) (4 621)
- Giesen (9 700)
- Harsum (11 496)
- Holle (7 075)
- Lamspringe (5 559)
- Nordstemmen (12 090)
- Schellerten (7 972)
- Sibbesse (5 766)
- Söhlde (7 845)

### Comunità amministrative (Samtgemeinde)
- Samtgemeinde Leinebergland (18 138)

1. Duingen (comune mercato) (4 889)
2. Eime (comune mercato) (2 559)
3. Gronau (Leine), città * (10 690)